# Synalpheus wickstenae
Synalpheus wickstenae is een garnalensoort uit de familie van de Alpheidae. De wetenschappelijke naam van de soort is voor het eerst geldig gepubliceerd in 2006 door Hermoso Salazar & Hendrickx.